# アナニーナ駅 (ローマ地下鉄)
アナニーナ (Anagnina)はローマ地下鉄のA線の駅の一つで路線の南東端にある。

## 概要
トゥスコラーナ街道 (via Tuscolana) とアナニーナ通り (via Anagnina)の交差点にオステリア・デル・クラートの倉庫の後にある。
駅のロビーにはアルテメトロ・ローマ賞のモザイクが飾られている。展示されているモザイクの作者は Luigi Veronesi]（イタリア）、Mikhail Koulakov（ロシア）、Lucio Del Pezzo（イタリア）、 Gottfried Honneger（スイス）。 モザイクの写真はこのサイトで見られる。

## 付近
- Osteria del Curato
- Grande Raccordo Anulare
- チネチッタ
- La Romanina
- ローマ・トル・ヴェルガータ大学

## サービス
- 乗替え用駐車場が4つ合わせて2,000台分ある。
- 切符売場
- チャンピーノ空港行きのシャトルバス
- COTRALのバス起点: